# Jean-Baptiste Labat
|  | Per a altres significats, vegeu «Jean-Baptiste Labat (musicòleg)». |

Jean-Baptiste Labat - de vegades anomenat simplement, Père Labat - (París, 1663 – 6 de gener de 1738) va ser un clergue, botànic i matemàtic francès. Ajudà el botànic Charles Plumier. Els seus llibres van ser molt venuts als futurs Estats Units com Nouveau Voyage aux isles Françoises de l'Amérique (6 vols., Paris, 1722; i Voyage du Chevalier Demarchais en Guinee, iles voisines, et a Cayenne, fait en 1725, 1726, et 1727 (4 vols., Paris, 1730). Sobre l'Àfrica publicà Nouvelle relation de l'Afrique occidentale (Paris, 1728) i Relation historique de l'Ethiopie occidentale (Congo, Angola, Matamba Pare Cavazzi, Cap. (Paris, 1732). El gènere de la família Sapotaceae Labatia va ser descrit el 1788 i va rebre el nom de Labat.
Entrà en l'orde dels dominics als 20 anys. Va ser missioner durant molts anys i predicà en diverses esglésies de França.
El 1693, va rebre permís dels seus superiors per viatjar a les Índies Occidentals, que aleshores estaven sota el domini francès. El 29 de gener de 1694, va arribar Martinica on assistí una parròquia a Macouba. A Martinica, Labat va idear mètodes d'obtenció de sucre que van durar molts anys.
El 1696 viatjà a Guadalupe, i va ser nomenat procurador-general de tots els convents dominics de les Antilles (Procureur syndic des îles d'Amérique) fins a la seva tornada a Martinica.
Com a enginyer visità les Antilles des de Grenada a la Hispaniola. A Labat li va desagradar l'esclavisme.
Tanmateix, Labat com a propietari de la finca de Fonds-Saint-Jacques de Martinica va modernitzar la indústria del sucre però utilitzant esclaus. Fonds-Saint-Jacques va ser considerat durant molt de temps com un model a imitar. A Martinica, la memòria de Labat es conserva en el vocabulari: La Tour du père Labat ("molí de vent"); les chaudières Père Labat ("les calderes de Père Labat") o l'estàndard de destil·lació conegut com a type Père Labat.
Durant l'atac britànic a l'illa de 1704, defensà Guadalupe comandant una bateria de canons.
L'any 1706, Labat tornà a Europa. Va estar diversos anys a Bolonya i després a Roma, per acabar establint-se a París el 1716.